# Tour de Annaba
El Tour de Annaba es una carrera ciclista argelina. Creada en 2015, se disputa después del Tour de Sétif. Esta carrera forma parte desde su creación del UCI Africa Tour, en categoría 2.2.

## Palmarés
| Año  | Ganador             | Segundo                  | Tercero               |
| ---- | ------------------- | ------------------------ | --------------------- |
| 2015 | Abdelbaset Hannachi | Abderrahmane Bechlagheme | Azzedine Lagab        |
| 2016 | Luca Wackermann     | Adil Barbari             | Abderrahmane Mansouri |

## Palmarés por países
| País    | Victorias |
| ------- | --------- |
| Argelia | 1         |
| Italia  | 1         |